# 12. maj
12. maj er dag 132 i året i den gregorianske kalender (dag 133 i skudår). Der er 233 dage tilbage af året.
Pancratius' dag. En gudfrygtig frygier, som led martyrdøden under kejser Diocletian i 307.

### Begivenheder
Født - Dødsfald
- 1705 - Dorte Hansdatter omdanner Hanstedgård til hospital for fattige personer og skænker 10.000 sletdaler til godgørenhed.
- 1721 - Hans Egede afsejler med sin hustru og 4 børn fra Bergen for at missionere i Grønland. Forinden var han af Kong Frederik den 4. udnævnt til Grønlands-missionær med 300 rigsdaler i årlig løn.
- 1797 - Napoleon 1. af Frankrig indtager Venedig.
- 1864 - Der sluttes våbenstilstand i 2. Slesvigske Krig, mens man afventer resultaterne af London-konferencen, som er åbnet i april.
- 1873 - Oscar 2. krones som svensk konge.
- 1881 - Tunis bliver fransk protektorat.
- 1913 - Charlie Chaplin starter sin karriere som stumfilmkomiker i et samarbejde med Keystone Film Company.
- 1926 - Roald Amundsen flyver over Nordpolen med luftskibet Norge.
- 1937 - George 6. krones i Westminster Abbey som efterfølger for sin abdicerede bror, Edvard 8., som nu skifter titel til Hertug af Windsor.
- 1941 - Konrad Zuse præsenterer verdens første programmerbare, automatiske computer, kaldet Z3, i Berlin.
- 1943 - Det tyske værktøjsskib Sperbracher sænkes i Århus havn.
- 1943 - Aksestyrkerne i Nordafrika strækker våben til de Allierede. Den tyske generaloberst Hans-Jürgen von Arnim, 11 andre generaler og 150.000 mand bliver taget til fange.
- 1944 - Tyskerne på Krim overgiver sig.
- 1945 - Den engelske feltmarskal Montgomery kommer til København og modtages med stor hyldest af folket som Danmarks befrier.
- 1949 - Den sovjetiske blokade af Berlin ophæves efter at have varet i 11 måneder.
- 1965 - Vesttyskland og Israel optager diplomatiske forbindelser.
- 1977 - De studerende opgiver en 3 uger lang besættelse af landets universiteter.
- 1984 - På den isolerede Neblina-højslette i Venezuela finder forskere hidtil ukendte dyrearter fra tiden før adskillelsen af det amerikanske kontinent|amerikanske og det afrikanske kontinent.
- 1986 - Libyen udviser et antal vestlige diplomater fra ambassaden i Tripoli.
- 1986 - Sovjetunionen meddeler, at Tjernobylulykken har kostet otte dødsofre og 92.000 er evakueret fra området.
- 2001 - Estland vinder Det Europæiske Melodi Grand Prix i Parken, mens danske Rollo & King bliver nummer 2.
- 2007 - Serbien vinder Det Europæiske Melodi Grand Prix i Helsinki, med balladen Molitva, der bliver fremført af Marija Serifovic.

### Født
- 1496 - Gustav Vasa, svensk konge (død 1560).
- 1670 - August den Stærke, polsk konge (død 1733).
- 1745 - Jens Juel, dansk maler (død 1802).
- 1790 - Carsten Hauch, dansk forfatter (død 1872).
- 1803 - Justus von Liebig, tysk kemiker (død 1873).
- 1820 - Florence Nightingale, britisk sygeplejerske (død 1910).
- 1842 - Jules Massenet, fransk komponist (død 1912).
- 1845 - Gabriel Fauré, fransk komponist (død 1924).
- 1907 - Katharine Hepburn, amerikansk skuespillerinde (død 2003).
- 1910 - Johan Ferrier, Surinams første præsident (død 2010).
- 1910 - Giulietta Simionato, italiensk mezzosopran (død 2010).
- 1915 - Tony Strobl, amerikansk tegneserietegner (død 1991).
- 1915 - Frère Roger, calvinsk præst (død 2005).
- 1918 - Julius Rosenberg, Sovjetisk spion (død 1953).
- 1919 - Henry Jessen, dansk skuespiller (død 1994).
- 1928 - Burt Bacharach, amerikansk komponist (død 2023).
- 1929 - Sam Nujoma, Namibias præsident 1990-2005 (død 2025).
- 1940 - Lill Lindfors, svensk sanger og entertainer.
- 1945 - Alan Ball, engelsk fodboldspiller (død 2007).
- 1948 - Steve Winwood, engelsk sanger og guitarist.
- 1949 - Michael Bundesen, dansk sanger i Shu-bi-dua (død 2020).
- 1950 - Bruce Boxleitner, amerikansk skuespiller.
- 1950 - Gabriel Byrne, irsk skuespiller.
- 1952 - Jacob Haugaard, dansk sanger, entertainer og tidligere folketingsmedlem.
- 1958 - Peter Madsen, dansk tegneserieskaber.
- 1965 - Renée Toft Simonsen, dansk psykolog, forfatter og fotomodel.
- 1968 - Tony Hawk, amerikansk skateboarder.
- 1968 - Cecilie Frøkjær, dansk journalist og tv-vært.
- 1973 - Mikkel Beck, dansk fodboldspiller.
- 1981 - Rami Malek, amerikansk skuespiller.
- 1986 - Christinna Pedersen, dansk badmintonspiller
- 1992 - Laura Buhl, dansk skuespillerinde.
- 1994 - Brendyn Bell, amerikansk skuespiller.
- 1995 - Sawyer Sweeten, amerikansk børneskuespiller (død 2015).
- 1995 - Sullivan Skye, amerikansk børneskuespiller.
- 1997 - Frenkie de Jong, hollandsk fodboldspiller.

### Dødsfald
- 1182 - Valdemar den Store, dansk konge (født 1131).
- 1884 - Bedrich Smetana, tjekkisk komponist (født 1824).
- 1935 - Józef Piłsudski, polsk diktator (født 1867).
- 1957 - Erich von Stroheim, tysk-amerikansk skuespiller og filminstruktør (født 1885).
- 1967 - Henry Nielsen, dansk skuespiller (født 1890).
- 1970 - Nelly Sachs, tysk forfatter og modtager af Nobelprisen i litteratur (født 1891).
- 1973 - Frances Marion, amerikansk manuskriptforfatter (født 1888).
- 1976 - Rudolf Kempe, tysk dirigent (født 1910).
- 1977 - Lau Lauritzen junior, dansk skuespiller og filminstruktør (født 1910).
- 1982 - Sejr Volmer-Sørensen, dansk teaterdirektør (født 1914).
- 1990 - Aage Knudsen, dansk violinist og kgl. kapelmusikus (født 1917).
- 2001 – Perry Como, amerikansk sanger (født 1912).
- 2005 - Monica Zetterlund, svensk sanger og skuespiller (født 1937) - omkommet ved brand.
- 2008 - Robert Rauschenberg, amerikansk kunstner (født 1925).
- 2008 - Irena Sendler, polsk katolik og frihedskæmper (født 1910).
- 2017 - Mauno Koivisto, finsk politiker og tidligere præsident (født 1923).

|  | Denne datoartikel kan blive bedre, hvis der indsættes et (bedre) billede Du kan hjælpe ved at afsøge Wikimedia Commons for et passende billede eller uploade et godt billede til Wikimedia Commons iht. de tilladte licenser og indsætte det i artiklen. |